# Gregor Erhart
Gregor Erhart (* kolem 1470?, Ulm – 1540, Augsburg) byl německý gotický sochař, syn Michela Erharta z Ulmu.

## Život
Gregor Erhart se vyučil v dílně svého otce v Ulmu a roku 1494 odešel do Augsburgu, kde patrně získal zakázku pro klášter a kostel St Moritz. Zde se oženil s Annou Daucher a žil s ní v domě svého švagra, řezbáře Adolfa Dauchera. Roku 1496 se stal sochařským mistrem a roku 1531 předal svou prosperující dílnu synovi Paulu Erhartovi. Zemřel roku 1540 ve věku 70 let.
Jeho bratrem byl Bernhard Erhart, bratrancem Hans Holbein starší.

## Dílo

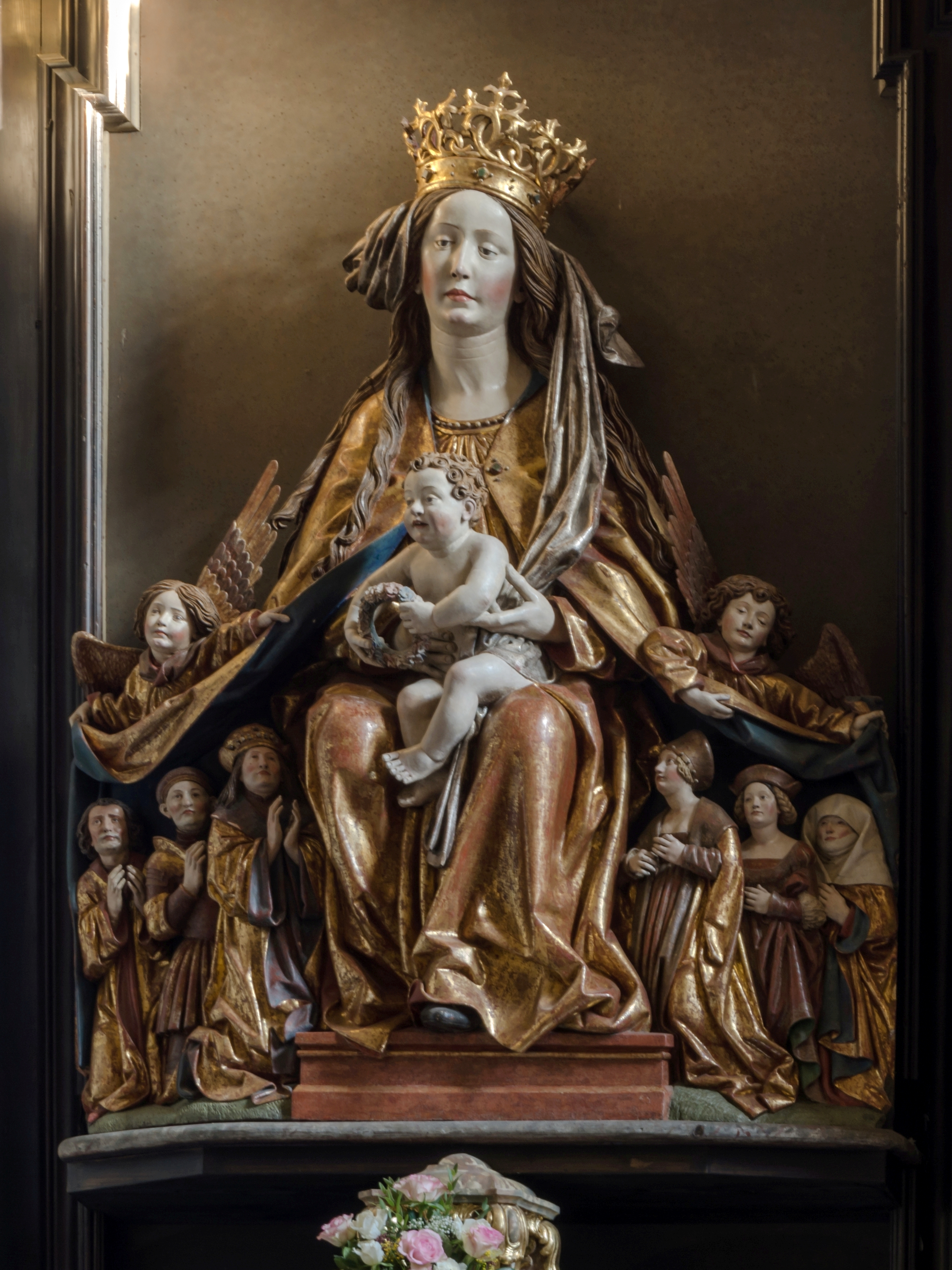
Madona Ochranitelka, Frauenstein

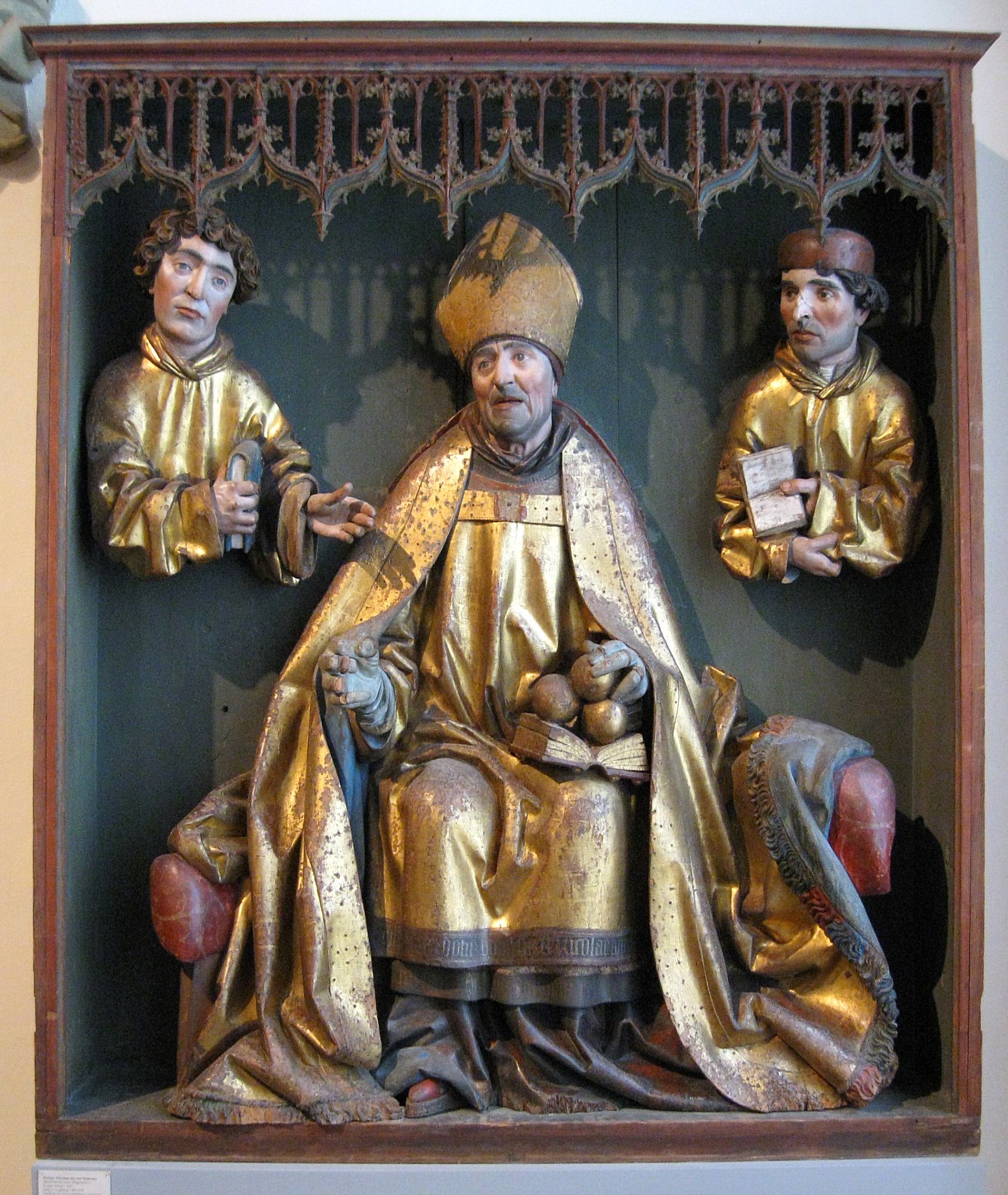
Sv. Mikuláš

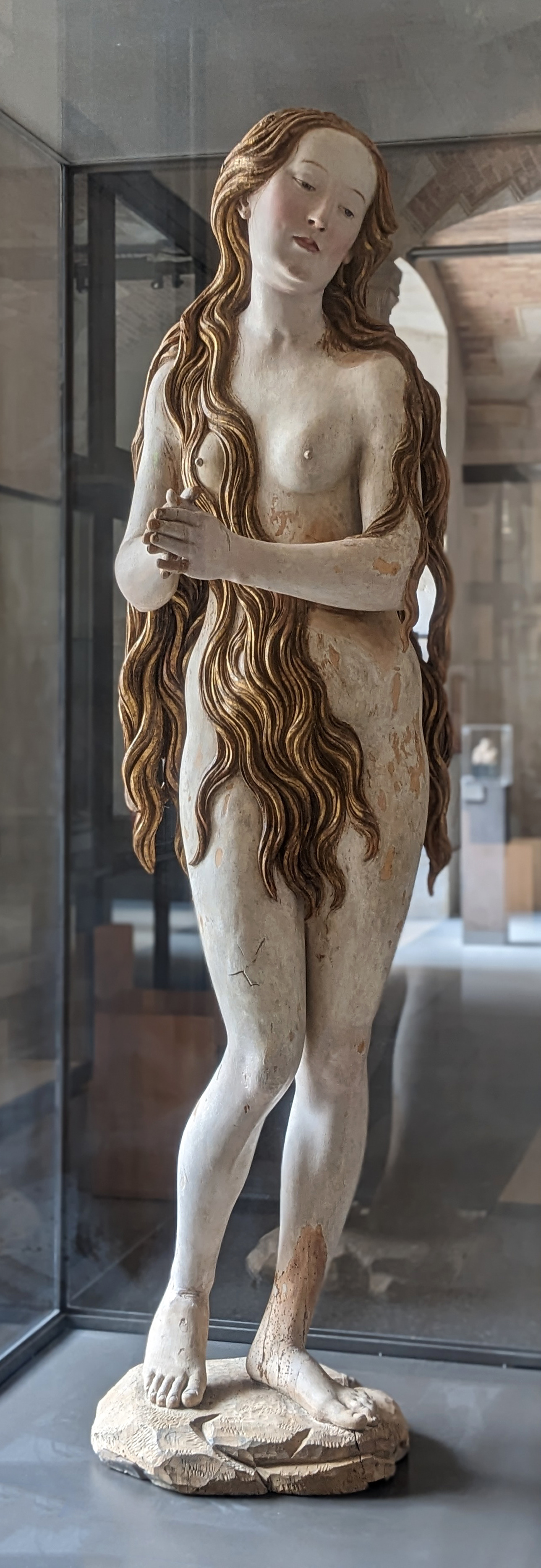
Sv. Maří Magdalena, Louvre

Jako tovaryš v dílně svého otce se podílel na oltáři Panny Marie v Mnichově-Thalkirchen (1485) a na hlavním oltáři v klášteru Blaubeuren (1493/94). Po osamostatnění ve vlastní dílně v Augsburgu se seznámil s italskou renesancí a jeho prvním dílem, které nese známky přechodu ke zjednodušení formy je Madona Ochranitelka z hlavního oltáře kostela v cisterciáckém opatství v Kaisheimu (1502-1504). Ve 2. desetiletí vytvořil sochu Madony Ochranitelky pro Frauenstein (Horní Rakousko) a sv. Máří Magdaleny (nyní Louvre). Vedle práce se dřevem se Gregor Erhart věnoval také kamenosochařství.
Řada děl Gregora Erharta se nedochovala (kamenný Krucifix pro Sankt Ulrich z roku 1498, oltář pro Sankt Moritz v Augsburgu (1502-1508), svatostánek pro stejný kostel (1502-08)) Vrcholem jeho práce měla být jezdecká socha císaře Maxmiliána pro klášter Sankt Ulrich, ke které existuje pouze bronzový model (Berlin, Deutsches Museum). Na skutečný význam a rozsah práce Gregora Erharta lze usuzovat pouze nepřímo, z analýzy jeho výtvarného stylu.

### Známá díla
- Madona Ochranitelka, cisterciácké opatství v Kaisheimu (zničeno během II. světové války)
- Madona Ochranitelka, Frauenstein
- Madona s dítětem, St. Ulrich, Augsburg (nyní Městské muzeum Augsburg)
- Sv. Máří Magdalena, Louvre
- Vanitas, Kunsthistorisches Museum, Vídeň
- Socha anděla, Bayerisches Nationalmuseum, Mnichov
- Svatý Mikuláš s diakony, Bayerisches Nationalmuseum, Mnichov
- Reliéfy na Höchstetter-Erker, Augsburg (Museum Augsburg)
- Sochy a reliéfy, Sakramentshauses Donauwörth (1503)
- Epitaf lékaře Occo, Augsburg (1503)[1]
- Náhrobek - Philipp von Stain, Jettingen (1509)
- Epitaf - Ulrich von Rechberg, Augsburg
- Epitaf - Ulrich von Wolfersdorf, Eichstätt
- Epitaf - Marquart Freer, Dinkelsbühl
- Epitaf - Andreas Zierenberger und Vitus Meler, Augsburg
- Epitaf - Bartholomäus Welser, Amberg bei Buchloe